# 薛胤隆
薛胤隆，陕西西安府韓城縣人，清朝政治人物、進士出身。

## 生平
順治三年，登進士，授星子縣知縣。